# Coupe d'Europe des vainqueurs de coupe de football 1975-1976
Navigation
Coupe des coupes 1974-1975 Coupe des coupes 1976-1977
La Coupe d'Europe des vainqueurs de coupe 1975-1976 voit le sacre du RSC Anderlecht qui bat le club anglais de West Ham United en finale au Stade du Heysel de Bruxelles. C'est la première finale et le premier succès en Coupe d'Europe pour un club belge. Cette finale est la première des trois finales consécutives disputées par Anderlecht. Quant à West Ham, c'est sa deuxième finale dans la compétition, après son succès en 1965.
C'est l'attaquant néerlandais du RSC Anderlecht, Robert Rensenbrink, avec 8 réalisations, qui termine meilleur buteur de l'épreuve.
Le tenant du titre, le Dynamo Kiev, champion d'URSS, ne peut défendre son titre car il est engagé en Coupe des clubs champions.

## Seizièmes de finale
| Équipe 1             | Résultat | Équipe 2                | Aller | Retour |
| -------------------- | -------- | ----------------------- | ----- | ------ |
| TJ Spartak Trnava    | 0 - 3    | Boavista FC             | 0 - 0 | 0 - 3  |
| Valur Reykjavik      | 0 - 9    | Celtic FC               | 0 - 2 | 0 - 7  |
| Besiktas JK          | 0 - 6    | AC Fiorentina           | 0 - 3 | 0 - 3  |
| Panathinaïkos        | 0 - 2    | BSG Sachsenring Zwickau | 0 - 0 | 0 - 2  |
| FC Rapid Bucarest    | 1 - 2    | RSC Anderlecht          | 1 - 0 | 0 - 2  |
| FK Borac Banja Luka  | 14 - 1   | US Rumelange            | 9 - 0 | 5 - 1  |
| Wrexham AFC          | 3 - 2    | Djurgårdens IF          | 2 - 1 | 1 - 1  |
| Skeid Fotball        | 1 - 8    | Stal Rzeszów            | 1 - 4 | 0 - 4  |
| SK Sturm Graz        | 3 - 2    | Slavia Sofia            | 3 - 1 | 0 - 1  |
| Szombathelyi Haladás | 8 - 1    | Valletta FC             | 7 - 0 | 1 - 1  |
| FC Bâle              | 2 - 3    | Atlético Madrid         | 1 - 2 | 1 - 1  |
| Eintracht Francfort  | 11 - 3   | Coleraine FC            | 5 - 1 | 6 - 2  |
| Vejle BK             | 0 - 4    | ADO La Haye             | 0 - 2 | 0 - 2  |
| Home Farm FC         | 1 - 7    | RC Lens                 | 1 - 1 | 0 - 6  |
| Ararat Erevan        | 10 - 1   | Anorthosis Famagouste   | 9 - 0 | 1 - 1  |
| Reipas Lahti         | 2 - 5    | West Ham United         | 2 - 2 | 0 - 3  |

## Huitièmes de finale
| Équipe 1        | Résultat | Équipe 2                | Aller | Retour           |
| --------------- | -------- | ----------------------- | ----- | ---------------- |
| Boavista FC     | 1 - 3    | Celtic FC               | 0 - 0 | 1 - 3            |
| AC Fiorentina   | 1 - 1    | BSG Sachsenring Zwickau | 1 - 0 | 0 - 1 ap 4-5 tab |
| RSC Anderlecht  | 3 - 1    | FK Borac Banja Luka     | 3 - 0 | 0 - 1            |
| Wrexham AFC     | 3 - 1    | Stal Rzeszów            | 2 - 0 | 1 - 1            |
| SK Sturm Graz   | 3 - 1    | Szombathelyi Haladás    | 2 - 0 | 1 - 1            |
| Atletico Madrid | 1 - 3    | Eintracht Francfort     | 1 - 2 | 0 - 1            |
| ADO La Haye     | 6 - 3    | RC Lens                 | 3 - 2 | 3 - 1            |
| Ararat Erevan   | 2 - 4    | West Ham United         | 1 - 1 | 1 - 3            |

## Quarts de finale
| Équipe 1       | Résultat | Équipe 2                | Aller  | Retour |
| -------------- | -------- | ----------------------- | ------ | ------ |
| Celtic FC      | 1 - 2    | BSG Sachsenring Zwickau | 1 - 1  | 0 - 1  |
| RSC Anderlecht | 2 - 1    | Wrexham AFC             | 1 - 0  | 1 - 1  |
| SK Sturm Graz  | 0 - 3    | Eintracht Francfort     | 0 - 2  | 0 - 1  |
| ADO La Haye    | 5 - 5    | West Ham United         | 4 - 2e | 1 - 3  |

## Demi-finales
| Équipe 1                | Résultat | Équipe 2        | Aller | Retour |
| ----------------------- | -------- | --------------- | ----- | ------ |
| BSG Sachsenring Zwickau | 0 - 5    | RSC Anderlecht  | 0 - 3 | 0 - 2  |
| Eintracht Francfort     | 3 - 4    | West Ham United | 2 - 1 | 1 - 3  |

## Finale
| Entraîneur : |
| John Lyall   |

| Entraîneur : |
| Hans Croon   |

| Entraîneur : |
| John Lyall   |

| Entraîneur : |
| Hans Croon   |